# Mateusz Kowalczyk (piłkarz)
Mateusz Kowalczyk (ur. 16 kwietnia 2004 w Warszawie) – polski piłkarz, występujący w Ekstraklasie na pozycji pomocnika w klubie GKS Katowice.

## Kariera klubowa

### ŁKS Łódź
Urodzony w Warszawie i wychowany w pobliskich Markach, rozpoczął swoją piłkarską przygodę w wieku sześciu lat w Ząbkovii Ząbki. Jego talentem szybko zainteresowało się kilka polskich klubów. Ostatecznie w 2021 roku zdecydował się podpisać kontrakt z ŁKS Łódź. Druga drużyna klubu rywalizowała na czwartym szczeblu rozgrywkowym, dając młodemu Kowalczykowi możliwość rozwoju na tle seniorów. W drugiej drużynie zadebiutował już 7 sierpnia 2021 roku meczem wygranym 4:3 z Ursusem Warszawa.
W pierwszej drużynie ŁKS zadebiutował 26 lutego 2022 r., wchodząc z ławki rezerwowych jako zmiennik Jakuba Tosika w 65. minucie podczas wyjazdowego remisu 1:1 z GKS Jastrzębie, w meczu rozgrywanym w I lidze. 8 kwietnia 2021 roku strzelił swojego pierwszego gola w pierwszym zespole, zapewniając zwycięstwo w 95. minucie meczu golem na 3:2 z Sandecją Nowy Sącz.
Podczas sezonu 2022/23 odegrał znaczącą rolę w awansie ŁKS-u do najwyższej klasy rozgrywkowej, strzelając sześć bramek w 26 występach dla "Rycerzy Wiosny" - w tym decydującą bramkę, która zapewniła tytuł ligowy 26 maja 2023 r. przeciwko Arce Gdynia.

### Brøndby
W dniu 2 sierpnia 2023 roku Kowalczyk podpisał czteroletni kontrakt z klubem duńskiej Superligi Brøndby, a klub zapłacił za jego transfer 1,2 mln euro. W nowym klubie zadebiutował 27 września, zastępując Nicolai Vallys w 68. minucie meczu Pucharu Danii, wygranego 3:0 z drużyną Hellerup IK. Cztery dni później zadebiutował w Superlidze, ponownie wchodząc jako z ławki rezerwowych jako zmiennik dla Vallys w wygranym meczu przeciwko Hvidovre.

#### Wypożyczenie i transfer do GKS-u Katowice
W dniu 17 lipca 2024 roku Kowalczyk wrócił do Polski, aby dołączyć do klubu GKS Katowice, który właśnie awansował do Ekstraklasy. Przenosiny odbyły się na zasadzie rocznego wypożyczenia z opcją transferu definitywnego. W dniu 02 czerwca 2025 roku GKS Katowice skorzystał z opcji pierwokupu zawodnika i Kowalczyk przeszedł do GKS-u na zasadzie transferu definitywnego.